# أوكسنهاوزن
اوكسن‌هاوزن (بالألمانية: Ochsenhausen) هي مدينة وبلدة ألمانية تقع في ألمانيا في Biberach. يقدر عدد سكانها بـ 8,831 نسمة .

## المدن التوأمة
مدن Subiaco وLa Fère هي مدن توأمة لـاوكسن‌هاوزن.

## أعلام
- ساندرو كورتيز
- ماتياس دولدرر